# Mirovni pokreti
Tijekom cijele povijesti ljudi se upuštaju u ratovanje. I svaki put kad se zarati, neki ljudi se pridružuju mirovnom pokretu i protestiraju protiv rata. U mirovnim pokretima sudjeluju vrlo različiti ljudi; neki se protive ratu iz vjerskih razloga ili zbog vlastite savjesti; drugi se protive određenom ratu iz političkih razloga. Velike demostracije tisuća ljudi i pojedinačne akcije odvažnih protesta pridonose učinkovitosti borbe za mir.

### Pacifizam
Osuđivanje svih vrsta nasilja naziva se pacifizam. Pacifisti se dosljedno protive ratu i odbijaju sudjelovati u bilo čemu što bi direktno ili indirektno moglo ugroziti život nekog čovjeka. Pacifisti predvode antiratne proteste na nenasilan način (drugi primjenjuju direktne akcije koje mogu nanijeti štetu ljudima ili imovini).

### Narodni protesti
Tijekom povijesti narodni protesti protiv rata ili prijetnje ratom poprimali su mnoge oblike. Pojedinci odbijaju boriti se ili raditi u industrijama povezanim s ratom; skupine ljudi demonstriraju, organiziraju javne proteste i mirovne kampove ili pokušavaju narušiti ratne pripreme.
- Prigovor savjesti

Tijekom I. i II. svjetskog rata ljudi obiju strana odbijali su boriti se iz principa. Neki nikako nisu sudjelovali u ratnim aktivnostima; drugi su radili na područjima bez borbe, primjerice u medicini. Mnogi su trpjeli osobno nasilje ili bili u zatvoru.
- Peace Pledge Union

Peace Pledge Union je mirovna organizacija koja se bori za mir. Osnovana je 1934., a već 1936. više od 100.000 ljudi potpisalo je svoje jamstvo da se odriču rata kao načina rješavanja sporova među državama.
- Antinuklearni protesti

Od 1950-ih narodni mirovni pokreti vršili su pritisak na vlade da smanje zalihe nuklearnog naoružanja. Vodeće skupine su SANE i Nuclear Freeze u SAD-u te Campaign for Nuclear Disarmament (CND) u UK-u.
- Greenham Common

Duga je povijest uloge žena u specifičnim dijelovima mirovnih pokreta. Godine 1982. osnovan je trajni ženski mirovni kamp u vojnoj zračnoj bazi SAD-a u Greenham Commonu u Engleskoj u znak protesta protiv smještaja američkih nuklearnih raketa na britanskom tlu.

## Vladine akcije
Vlade su glavni izazivači rata, no mogu pridonijeti miru održavajući prijateljske odnose s drugim nacijama te pokušavajući prevladati međunarodne razlike pregovorima ili diplomatski. Zemlje napreduju u vrijeme mira zato što mogu sigurno trgovati s drugim zemljama. Međutim, one ujedno zarađuju novac izvozom oružja.
- Kamp David Accords

Da bi okončali povijesno neprijateljstvo između njihovih zemalja, egipatski predsjednik Anwar Sadat (1918-81) i izraelski premijer Menachem Begin (1913-92) potpisali su mirovni sporazum 1978. Zbog toga je Sadat ubijen u atentatu 1981. godine.
- Konferencije o razoružanju

Prva konferencija za smanjenje zaliha oružja u svijetu održana je 1932-34. Pregovori su propali, no otada se međunarodnim pregovorima smanjuju nuklearne zalihe.
- Nobelova nagrada za mir

Od 1901. Nobelova nagrada za mir dodjeljuje se svake godine ljudima koji svojim radom potiču mir među narodima. Švedski izumitelj dinamita Alfred Nobel (1833-96) oporučno je ostavio novac zakladi za ovu nagradu.

### Vremenska tablica
| Godine        | Povijesne značajke |
| ------------- | --- |
| 1864.         | Ženevska konvencija štiti neutralnost civila i medicinskog osoblja u ratu.                                                                       |
| 1901.         | Dodijeljena prva Nobelova nagrada za mir. |
| 1915.         | Međunarodni kongres žena održan je u Haagu, Nizozemska, s prijedlogom o okončanju I. svjetskog rata. Izlasanice su posjetile čelnike 14 zemalja. |
| 1932. – 1934. | Svjetska konferencija o razoružanju održana u Ženevi, Švicarska.                                                                                 |
| 1963.         | SAD i SSSR postižu dogovor o smanjenju ukupnog broja nuklearnog oružja u Strateškim dogovorima o ograničenju naoružanja (SALT).                  |
| 1980.-e       | Antinuklearne demostracije diljem Europe zbog prisutnosti američkih raketa na europskom tlu.                                                     |
| 1988.         | SAD i SSSR postižu dogovor o demontiranju ukupnog kratko - i srednjodometnog nuklearnog oružja.                                                  |